# OTs-02 Kiparis
La OTs-02 Kiparis (conosciuta anche come Kiparis) è un mitra progettato dalla TsKIB SOO, a Tula, prodotto dalla metà degli anni '70 da una fabbrica di armi russa (KPB) ma fu utilizzato a partire dagli anni '90 dalla polizia russa e MVD.

## Tecnica
La OTs-02 è un mitra a massa battente, di funzionamento abbastanza standard, incamerata per il colpo 9 × 18 mm Makarov. Può sparare sia la cartuccia convenzionale 57-N-181S, o la più potente 57-N-181SM.
Il castello è fatto d'acciaio pressato con l'impugnatura a pistola in plastica. È alimentato da caricatori rimovibili d'acciaio stampato inseriti davanti al ponticello del grilletto.
Ha un rudimentale calcio a scheletro d'acciaio che si piega sopra l'arma, cosicché il poggiaspalla si appoggia sulla volata. È dotato di un silenziatore con durata di vita di 6000 colpi, circa lo stesso della canna, con questo attaccato l'arma è conosciuta come OTs-02-1. La Kiparis può anche montare un mirino red dot e puntatore laser, attaccato davanti al caricatore, che può doppiare da impugnatura anteriore.

## Curiosità
Ques't arma è presente in:
- Call of Duty: Black Ops Cold War